# ألفرد ودورد الابن
ألفرد إي. وودورد (بالإنجليزية: Alfred Eno Woodward Jr.)‏ هو قاضي وضابط ومحامي أمريكي، ولد في 15 ديسمبر 1913 في ساندويتش في الولايات المتحدة، وتوفي في 20 فبراير 2007 في ويتون في الولايات المتحدة بسبب قصور القلب. إنه أيضاوالد المراسل والمؤلف بوب ودورد.